# Christoffel (Curaçao)
Christoffel – miejscowość (plaats) w dystrykcie Bandabou, w kraju autonomicznym Curaçao, należącym do Holandii, w Ameryce Południowej. 20 października 2023 r. liczyła 34 mieszkańców. Jedna z mniejszych miejscowości wyspy. Znajduje się tutaj park narodowy Christoffel.